# Нови Сиракио
Нови Сиракио (грч. Νέο Σιράκιο, Нео Сиракио) је насељено место у општини Пеонија у периферији Средишња Македонија, Грчка. Према попису из 2021. године било је 8 становника.
Нови Сиракио је изграђен после 1928. године где је насељено неколико велепоседничких породица. На попису из 1940. године Нови Сиракио је имао 78 становника. Село се раније звало Ада Тепе